# Aymeri de Montesquiou

Herb rodu de Montesquiou

Aymeri de Montesquiou-Fezensac d’Artagnan (ur. 7 lipca 1942 w Mersan) – francuski polityk i samorządowiec, deputowany krajowy i senator, poseł do Parlamentu Europejskiego III kadencji.

## Życiorys
Pochodzi z rodziny szlacheckiej z Gaskonii z udokumentowanym pochodzeniem z ok. 1190 roku, jest tytularnym księciem Fézensac. Na podstawie decyzji administracyjnej z 2011 zezwolono mu na dodanie do nazwiska członu d’Artagnan, pochodzącego z rodziny matki (spokrewnionej, choć nie w linii prostej z Charles’em de Batz-Castelmore d’Artagnanem). Syn Pierre’a de Montesquiou (1909–1976), także deputowanego. Był właścicielem gospodarstwa rolnego. 
Działał kolejno w Centrum Republikańskim (1971–1978) i Partii Radykalnej (1978–2017), należał także do federacyjnych ugrupowań centroprawicowych: Unii na rzecz Demokracji Francuskiej, Unii na rzecz Ruchu Ludowego, Unii Demokratów i Niezależnych. W 1976 zastąpił swojego ojca na funkcji mera Mersan, uzyskiwał reelekcję na to stanowisko (po raz ostatni w 2020). W latach 1982–2015 radny departamentu Gers, był radnym związku międzygminnego Arrats-Gimone, zaś w kadencji 1986–1988 po raz pierwszy zasiadał w Zgromadzeniu Narodowym. W 1989 uzyskał mandat posła do Parlamentu Europejskiego, sprawował go do 1993. W latach 1993–1997 ponownie zasiadał w krajowej legislatywie. W 1998, 2008 i 2014 wybierany natomiast do Senatu.
Od 2014 pojawiły się wobec niego zarzuty o przyjmowanie łapówek od kazachskich oligarchów oraz unikanie podatków. W kolejnym roku Senat wyraził zgodę na pozbawienie go immunitetu, a Rada Konstytucyjna unieważniła jego wybór na senatora.

## Odznaczenia
Kawaler Legii Honorowej (1997), otrzymał też kazachski Order Przyjaźni (2012).